# داریو سگوویا
داریو سگوویا (اسپانیایی: Darío Segovia‎; ۱۸ مارس ۱۹۳۲ – ۲۰ ژانویهٔ ۱۹۹۴) بازیکن فوتبال اهل پاراگوئه بود.
از باشگاه‌هایی که در آن بازی کرده‌است می‌توان به باشگاه فوتبال سول ده آمریکا اشاره کرد.
وی همچنین در تیم ملی فوتبال پاراگوئه بازی کرده‌است.